# Moderen
Moderen (La mare), op. 41, és música incidental composta per Carl Nielsen per a una gala de celebració de la reunificació del sud de Jutlàndia amb Dinamarca. Es va representar per primera vegada el 30 de gener de 1921 al Teatre Reial Danès. El text era bàsicament una col·lecció de versos generalment patriòtics escrits per Helge Rode per a l'ocasió.

## Origen i context
Nielsen va començar a compondre la música per a les diverses cançons l'abril de 1920. El treball va avançar bastant lentament, en part perquè no estava massa interessat a tornar a treballar per al teatre i en part perquè estava viatjant per encàrrecs a París, Londres i Amsterdam. A més, ja començava a treballar en la Cinquena Simfonia. No obstant això, a mesura que passava el temps va anar creixent el seu interès pel projecte. A principis d'octubre, va poder dir a Johannes Nielsen, el director del teatre: «És una obra preciosa i m'interessa formar-ne part» i informar a Rode: «La vostra gala m'ha donat plaer, així que vull fer el que pugui amb la meva música».
La gala, que inicialment estava programada per sant Esteve de 1920 es va haver de reprogramar per al gener, ja que la partitura no s'havia completat a temps per als assajos. Després de considerables preparatius, va tenir lloc el 30 de gener de 1921. Svend Methling i Johannes Poulsen van cantar les cançons acompanyades assignades a Scald o al bufó.

## Recepció
Tot i que les crítiques no van ser massa entusiastes sobre la producció en conjunt, la majoria d'elles van acollir favorablement la música. Extrabladet va elogiar "la música sovint magnífica de Carl Nielsen, clara i directa i amb una bellesa de to rítmica com hauria de ser en una obra de gala nacional" mentre Gunnar Hauch va comentar a Theatret que Nielsen havia aconseguit transmetre un to danès, especialment a la cançó sobre la "Princesa Tove de Dinamarca" que es va «tocar amb cordes tan autèntiques».

## Música
L'obra de Rode és una al·legoria del conte de fades sobre el retorn d'un fill segrestat. La famosa melodia per a flauta i arpa, Tågen letter (La boira s'aixeca), acompanya la primera escena en què el rei veu una mare separant-se del seu fill a través de la boira que s'aixeca. El rei ordena al seu bard i al seu bufó que surtin al món i tornin al cap d'un any amb una alegre notícia. El trobador pensa en la bella princesa Tove, els elogis de la qual canta amb la cançó lleugera i animada, Min pige er så lys som rav (La meva noia és tan clara com l'àmbar), retratant-la com una bella personificació de Dinamarca. El bufó, però, expressa el seu cinisme a la cançó Dengang ørnen var flyveklar (El dia que l'àguila estava a punt per volar). La música aquí és aguda, nerviosa, amb moments ocasionals de dissonància, i la seva tornada gruny: «Forta és l'àguila, amples són les seves ales: l'odi és més fort!».
La quarta escena s'obre amb un preludi: llargues i melancòliques cadències de les cordes i els gemecs apagats de les trompes estan impregnades d'inquietants girs melòdics. La cançó del trobador Så bitter var mit hjerte (Tan amarg era el meu cor), descriu el país solitari i gelat que l'envolta i demana el retorn de la primavera. Quan el Vent de l'Oest respon, amb una gran empenta, fent caure una paret de gel, apareix el fill perdut. Tots tornen a la cort del rei, on participen en una gloriosa processó, acompanyats per l'estimada "Marxa" de Nielsen amb el seu esperit ardent i patriòtic i el seu to cerimoniós però joiós. S'hi uneixen persones que representen diferents regions de Dinamarca, donant la benvinguda simbòlicament a mare i fill. Tota la companyia tanca amb la cançó semblant a l'himne, Som en rejselysten flåde ("Com una flota aventurera a l'àncora").